# Hoefijzermeer

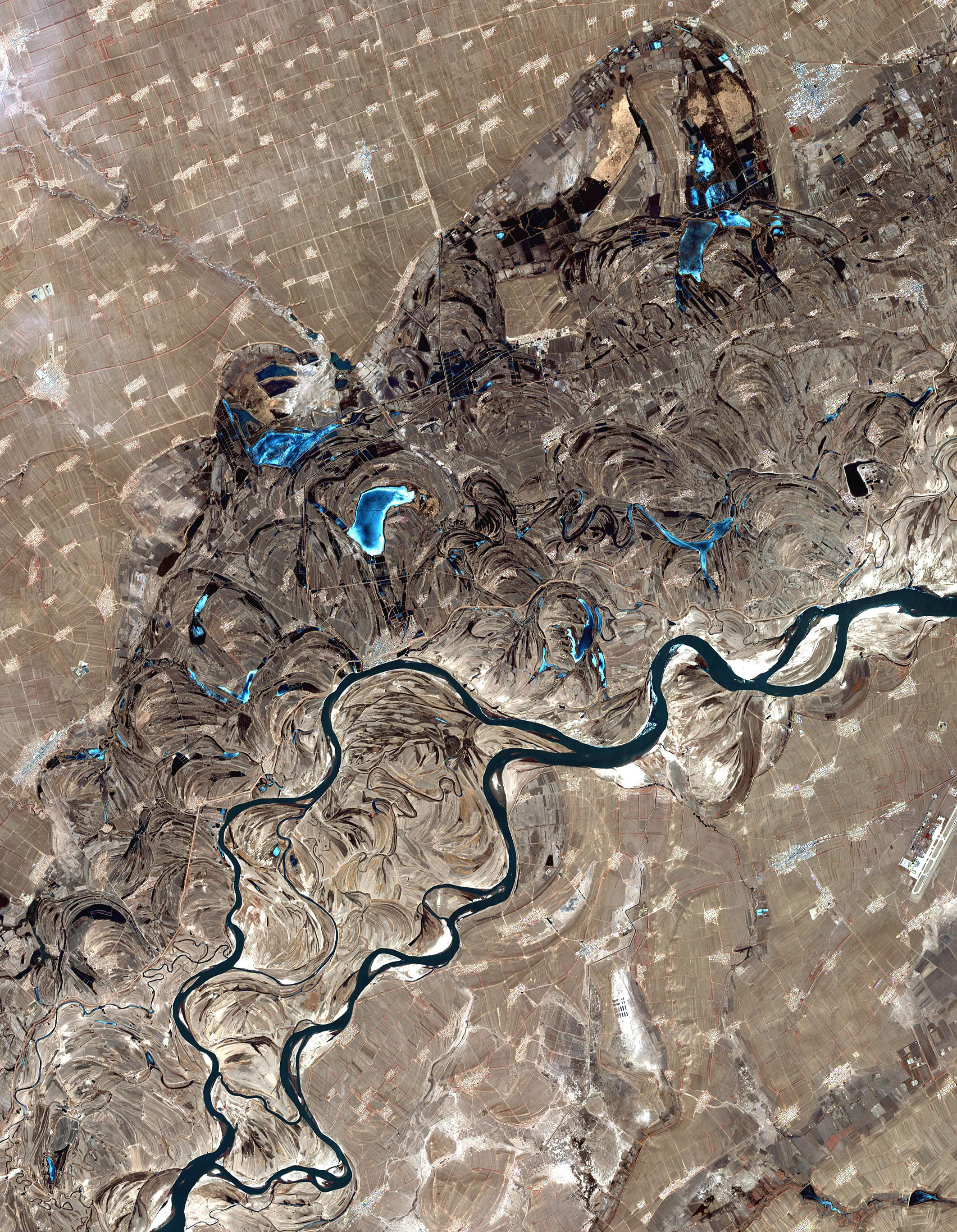
Satellietfoto van hoefijzermeren van de Songhua ten oosten van de Chinese stad Harbin

Een hoefijzermeer is een meer dat ontstaan is door het afsnijden van een meander van een rivier.
Meanders hebben als gevolg van erosie in de buitenbocht een natuurlijke neiging om steeds wijder te worden. Na verloop van tijd kan het gebeuren dat de rivier de lus van een meander afsnijdt en deze van de rivier geïsoleerd wordt. Hierdoor ontstaat een meer, dat vaak ruwweg de vorm van een hoefijzer heeft.
Maar hoefijzermeren kunnen ook ontstaan door ingreep van de mens, bijvoorbeeld wanneer een rivier artificieel wordt rechtgetrokken tot een rivierkanaal, zoals in de 19e eeuw gebeurde met de Oberrhein. Dit verbeterde de bevaarbaarheid, maar leidde ook tot stortvloeden stroomafwaarts.

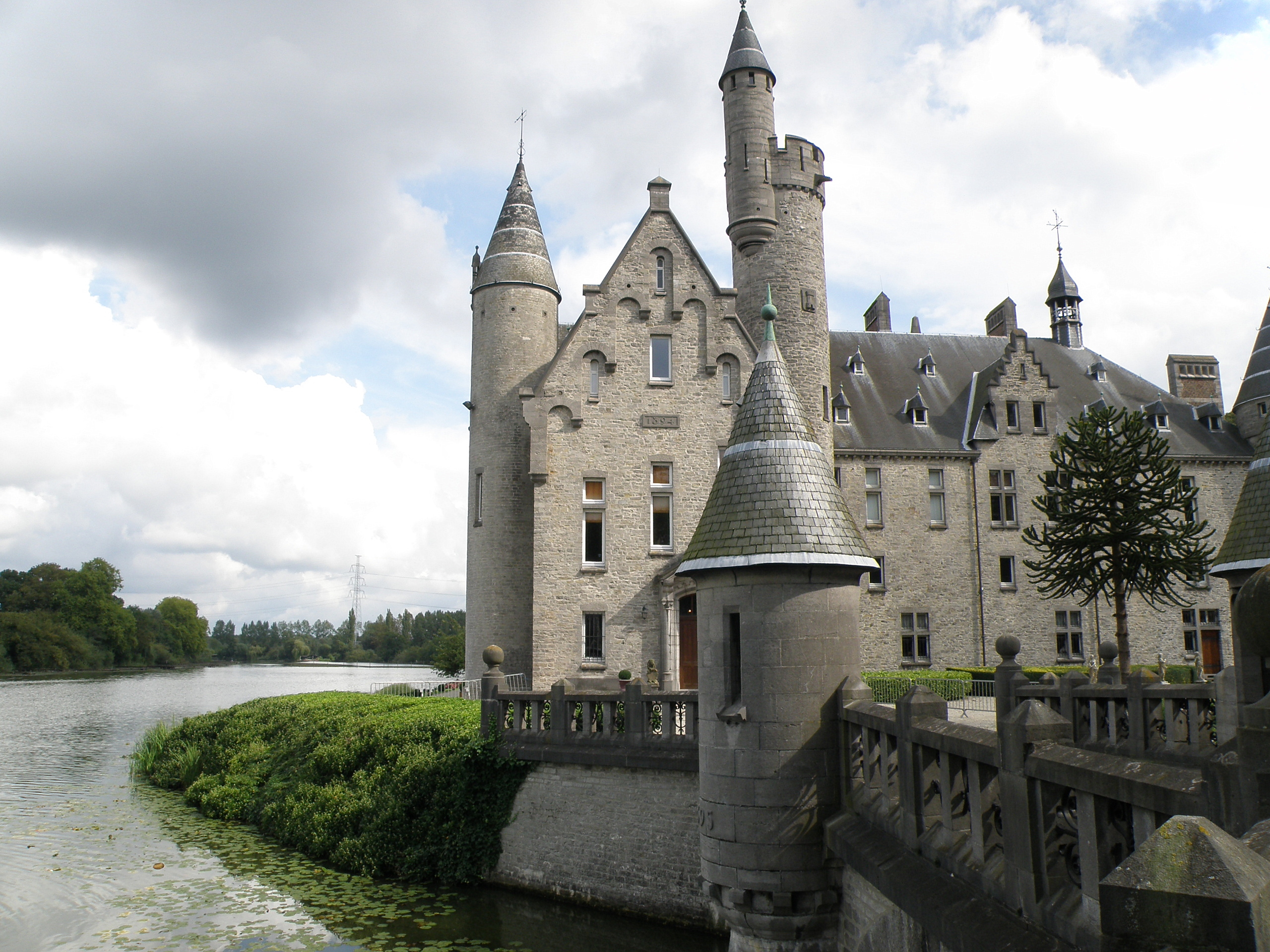
De Oude Schelde, Weert
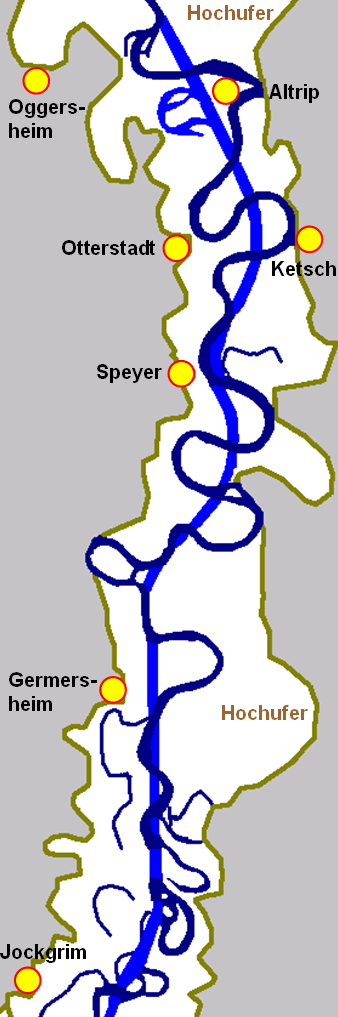
Rechttrekken van de Rijn (19e eeuw)
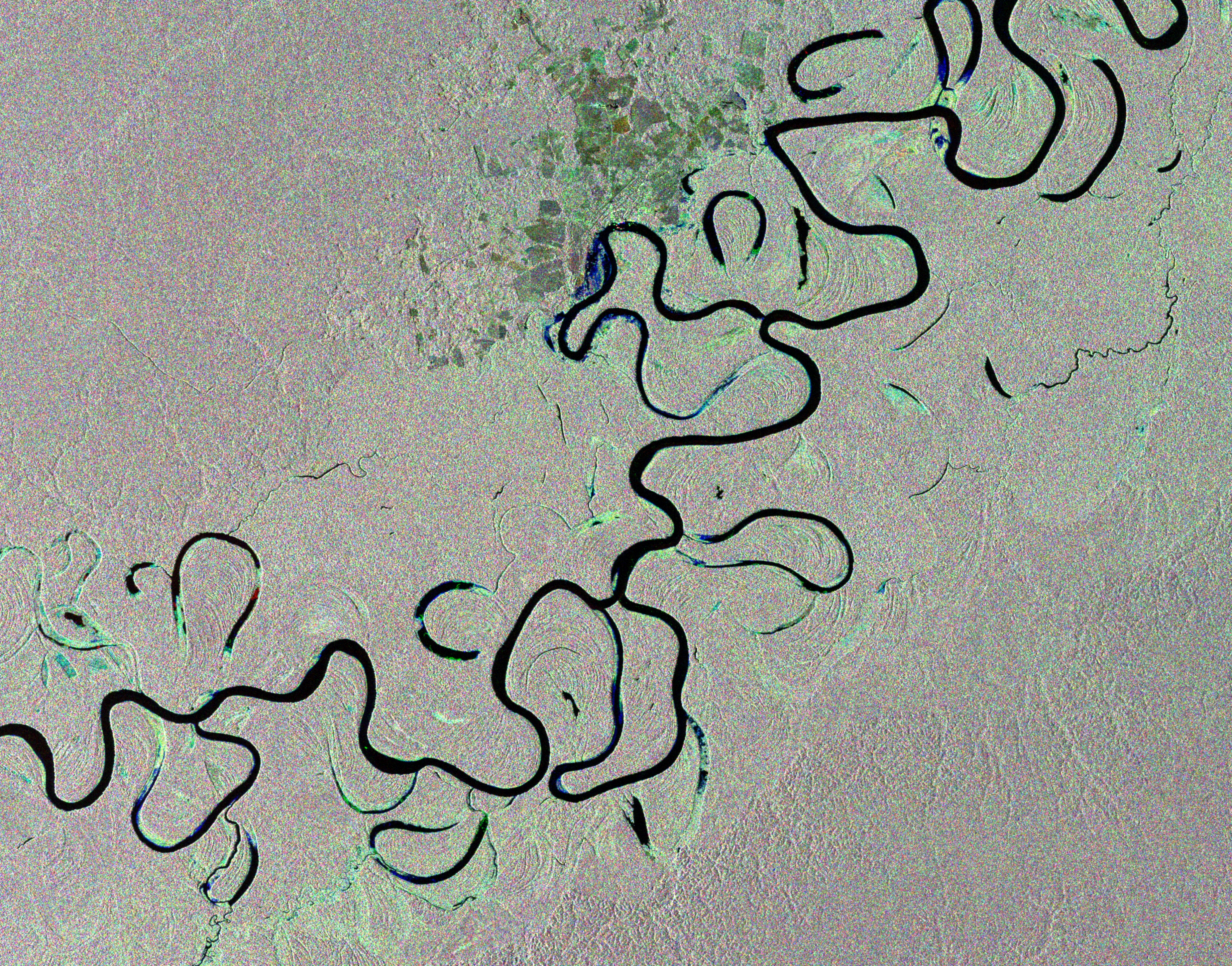
Hoefijzermeren, gevormd door de Juruá (Amazone)